# 城大動物醫療檢驗中心
城大動物醫療檢驗中心（英語：CityU Veterinary Diagnostic Laboratory）是香港一所動物化驗和解剖學實驗室。

## 簡介
城大動物醫療檢驗中心附屬於香港城市大學賽馬會動物醫學及生命科學院，按照美國康奈爾大學獸醫學院動物健康檢驗中心的訓練和標準運作，同時亦提供教學及研究，參與城大動物病理學、蹤新興動物疾病和公共衞生事件的教學工作。

## 設施
檢驗中心擁有各式有關動物化驗的尖端器材和技術，包括癌細胞染色化驗技術、細菌真菌辨認技術、分子學方法快速病理鑑定，並設有能找出合適和有效的抗生素治療，以及能為多種動物品種作全面血液分析的先進設備與技術等。各獸醫診所可直接將樣本送到中心進行化驗，而毋須再送往海外化驗所作檢測。

## 服務對象
包括為香港各獸醫診所、漁農界、香港賽馬會、香港海洋公園、香港動植物公園、嘉道理農場暨植物園、香港愛護動物協會、各大學和政府部門如食物環境衞生署、漁農自然護理署提供檢驗服務。

## 外部連結
- 官方網站